# Psylliodes affinis
Psylliodes affinis là một loài bọ cánh cứng trong họ Chrysomelidae. Loài này được Paykull miêu tả khoa học năm 1799.